# 프라임 디렉티브
프라임 디렉티브(Prime Directive)는 스타 트렉에서 행성연합이 가장 중요하게 여기는 최상위 정책이다. 스타플릿(Starfleet) 일반 명령 제1호이다. 오늘날 국제관습법의 하나인 국내문제불간섭원칙과 비슷하다.
스타 트렉의 주인공 우주선인 USS 엔터프라이즈 (NCC-1701-D)나 USS 보이저 (NCC-74656)의 경우, 최첨단 과학기술, 방대한 도서관 등을 보유하고 있는데, 매우 미개한 행성을 방문한 경우, 프라임 디렉티브가 없으면, 한 부족에게 첨단 군사기술을 이전해 행성을 통일시킨다거나, 전쟁에서 져서 전멸당할 부족을 도와서 역사를 바꾼다거나 할 수 있다. 이런 행위가 모두 금지된다는 것이 프라임 디렉티브다. 다만 해당 부족이 정식으로 도움을 요청하면 필요한 정도에 따라 도와줄 수 있다.
그러나 오메가 분자(Omega Molecule)를 감지하게 되면 프라임 디렉티브는 무시되며 오메가 디렉티브(Omega Directive)가 최우선 규정이 된다. 오메가 디렉티브를 받은 함장은 어떤 수단이든지 동원하여 오메가 분자를 모두 파괴해야 한다. 더 이상 감지되는 오메가 분자가 없으면 다시 프라임 디렉티브가 최우선 규정이 된다.
이와 비슷한 것으로는 '템포럴 프라임 디렉티브'(Temporal Prime Directive; 시간 제1지령)이 있는데, 다음과 같다.
1. 시간 제1지령 : 시간 여행을 통해 과거나 미래에서 겪은 모든 경험이나 그 시간대에서 보거나 듣고 느낀 모든 것들은 다시 현재로 돌아왔을 때 다른 사람들에게 절대 말하면 안 된다.

이 외에도 다음과 같은 일반 명령들이 있다.
1. 일반 명령 0호 : 오메가 디렉티브. 이것은 오메가 분자가 감지되었을 경우 프라임 디렉티브를 대신하여 최우선 명령이 된다. 더 이상 감지되는 오메가 분자가 없으면 다시 프라임 디렉티브가 최우선 명령이 된다.
2. 일반 명령 1호 : 프라임 디렉티브. 어떤 함선이든지 다른 종족의 사건에 개입할 수 없다.
  1. 시간 일반 명령 1호 : 템포럴 프라임 디렉티브. 어떤 사람이든지 과거, 또는 미래에 경험한 사건을 현재 시간대에서 발설해서는 안 된다.
3. 일반 명령 6호 : 어떤 함선이든지 잠재적 위험이 있다고 판단할 경우, 생명체가 있다고 해도 자폭을 24시간 이내에 시행해야 한다.
4. 일반 명령 7호 : 어떤 함선이든지 이유를 막론하고 탈로스 4 행성을 방문할 수 없다.(이후에 해당 일반 명령은 해제 및 폐지됨)
5. 일반 명령 13호 : 해당 함선의 모든 승무원은 대피해야 한다.
6. 일반 명령 15호 : 계급이 대령 이상인 모든 장교는 무장된 호위 편대 없이 위험한 지역으로 갈 수 없다.
7. 일반 명령 24호 : 해당 행성의 모든 생명체를 제거해야 한다.

## 같이 보기
- 화물숭배
- 로봇공학의 삼원칙
- 동물원 가설